# Землеройковый ёж
Землеройковый ёж, или китайская гимнура (лат. Neotetracus sinensis), — вид млекопитающих из семейства ежовых, единственный в роде землеройковых ежей (Neotetracus).

## Распространение
Обитают в Китае, Мьянме и Вьетнаме. Живут в лесах на высотах от 300 до 2700 м. В пределах ареала живут под брёвнами и камнями, а также обитают в норах, покрытых мхом и папоротником.

## Описание
Длина головы и туловища составляет от 9,1 до 12,1 см, а длина хвоста — от 5,6 до 7,8 см. Шерсть мягкая, плотная и довольно длинная. Цвет шерсти на спине варьируется от оливково-коричневого и коричневого до смешанного кремово-чёрного. На нижней стороне тела окрас шерсти обычно красный, серый или кремовый. В некоторых случаях боковые стороны шеи и головы окрашены в красный цвет. Также может присутствовать слабая чёрная полоса на спине. Хвост слегка покрыт мелкими волосками. По сравнению с другими членами семейства, у этих ежей более длинный хвост, более короткая морда и меньше зубов.

## Биология
Ведут наземный и ночной образ жизни. Питаются в основном беспозвоночными. Сезон размножения этих ежей длится круглогодично, с вероятным пределом в два помёта в год.

## Охранный статус
МСОП присвоил виду охранный статус LC.